# Para-Levantamento de peso nos Jogos Parapan-Americanos de 2019
As competições de levantamento de peso paralímpico nos Jogos Parapan-Americanos de 2019 foram realizadas em Lima, entre os dias 29 e 31 de agosto. As provas aconteceram na Villa Deportiva de Videna.
Foram realizadas 9 categorias masculinas e 6 femininas, com a participação de 91 atletas de 16 países.

## Medalhistas[2]
Os medalhistas parapan-americanos foram:
Disputa masculina
| Evento                    | Ouro                                | Ouro      | Prata                             | Prata     | Bronze                            | Bronze    |
| ------------------------- | ----------------------------------- | --------- | --------------------------------- | --------- | --------------------------------- | --------- |
| Masculino -49 kg          | João de França Júnior BRA Brasil    | 141 kg    | Jhonny Morales COL Colômbia       | 125 kg    | Lucas dos Santos BRA Brasil       | 123 kg    |
| Masculino -54 kg          | Bruno Pinheiro Carra BRA Brasil     | 163 kg    | César Rubio Guerra CUB Cuba       | 145 kg    | Juan Ortiz Cárdenas COL Colômbia  | 138 kg    |
| Masculino -59 kg          | Juan Acevedo CHI Chile              | 185 kg    | Luciano Bezerra Dantas BRA Brasil | 151 kg    | Carlos Betancourt VEN Venezuela   | 150 kg    |
| Masculino -65 kg          | Herbert Aceituno ESA El Salvador    | 182 kg    | Jorge Carinao CHI Chile           | 176       | Danilo Rodríguez García CUB Cuba  | 170       |
| Masculino -72 kg          | Ezequiel de Souza BRA Brasil        | 171 kg    | Javier Montenegro COL Colômbia    | 170 kg    | Jackson Blanco VEN Venezuela      | 168 kg    |
| Masculino -80 kg          | Francisco Palomeque COL Colômbia    | 195 kg    | Porfírio Arredondo MEX México     | 184 kg    | Ailton Bento BRA Brasil           | 178 kg    |
| Masculino 88kg & 97 kg AH | Evanio Rodrigues BRA Brasil         | 182.34 kg | Ahmed Shafik USA Estados Unidos   | 168.68 kg | Rodrigo Rosa BRA Brasil           | 168.28 kg |
| Masculino -107 kg         | José de Jesús Castillo MEX México   | 226 kg    | Fabio Torres Silva COL Colômbia   | 220 kg    | Mateus de Assis Silva BRA Brasil  | 201 kg    |
| Masculino +107 kg         | José de Jesús Castillo COL Colômbia | 220 kg    | José de Jesús Castillo MEX México | 171 kg    | José de Jesús Castillo BRA Brasil | 168 kg    |

Disputa feminina
| Evento                          | Ouro                              | Ouro      | Prata                              | Prata    | Bronze                            | Bronze   |
| ------------------------------- | --------------------------------- | --------- | ---------------------------------- | -------- | --------------------------------- | -------- |
| Feminino 41kg & 45 kg AH        | Leidy Rodríguez CUB Cuba          | 103.23 kg | Lara Sullivan BRA Brasil           | 97.34 kg | Clara Fuentes VEN Venezuela       | 97.31 kg |
| Feminino -50 kg                 | Maria Luzineide Santos BRA Brasil | 88 kg     | Mayra Hernandéz Godinez MEX México | 83 kg    | Juana Vasquez Molina PER Peru     | 40 kg    |
| Feminino -55 kg                 | Amalia Vazquez MEX México         | 120 kg    | Camila Campos CHI Chile            | 105 kg   | Rene da Silva Souza BRA Brasil    | 78 kg    |
| Feminino 61kg & 67 kg AH        | Mariana D'Andrea BRA Brasil       | 114.35 kg | Miriam Aguilar Jimenez MEX México  | 98.62 kg | Pamela Muñoz Rojas CHI Chile      | 61.65 kg |
| Feminino -73 kg                 | Bertha Abrango COL Colômbia       | 111 kg    | Maria Becker CHI Chile             | 109 kg   | Amanda Santos de Sousa BRA Brasil | 93 kg    |
| Feminino 79kg, 97kg & +86 kg AH | Perla Bárcenas MEX México         | 107.98 kg | Tayana Medeiros BRA Brasil         | 97.05 kg | Marion Serrano CHI Chile          | 91.85 kg |

## Quadro de medalhas
| Ordem | País               | Medalha de ouro | Medalha de prata | Medalha de bronze | Total |
| ----- | ------------------ | --------------- | ---------------- | ----------------- | ----- |
| 1     | BRA Brasil         | 6               | 3                | 7                 | 16    |
| 2     | MEX México         | 3               | 4                |                   | 7     |
| 3     | COL Colômbia       | 3               | 3                | 1                 | 7     |
| 4     | CHI Chile          | 1               | 3                | 2                 | 6     |
| 5     | CUB Cuba           | 1               | 1                | 1                 | 3     |
| 6     | ESA El Salvador    | 1               |                  |                   | 1     |
| 7     | USA Estados Unidos |                 | 1                |                   | 1     |
| 8     | VEN Venezuela      |                 |                  | 3                 | 3     |
| 9     | PER Peru           |                 |                  | 1                 | 1     |
| TOTAL | TOTAL              | 15              | 15               | 15                | 45    |